# Lijst van keizers van Japan
De rol van de keizer van Japan (天皇, ten'nou van mikado) was die van een keizerlijke heerser, van het begin van de historie tot het midden van de twintigste eeuw. Onder de moderne constitutie van Japan is de keizer nu grotendeels alleen nog in naam het hoofd van de staat (zie Overheid van Japan).
Het onderstaande is een traditionele lijst van keizers van Japan. De keizers tot Ojin (応神天皇) worden als legendarisch beschouwd.

## Keizers van Japan (660 v.Chr.–heden)

### Legendarische periode (660 v.Chr.–399 na Chr.)
| Nr. | Monarch | Monarch        | Regeringsperiode               |
| --- | ------- | -------------- | ------------------------------ |
| 1   |         | Jimmu          | 660–585 v.Chr. (of 581 v.Chr.) |
| 2   |         | Suizei         | 581–549 v.Chr.                 |
| 3   |         | Annei          | 549–510 v.Chr.                 |
| 4   |         | Itoku          | 510–475 v.Chr.                 |
| 5   |         | Kosho          | 475–392 v.Chr.                 |
| 6   |         | Koan           | 392–291 v.Chr.                 |
| 7   |         | Korei          | 290–215 v.Chr.                 |
| 8   |         | Kogen          | 214–158 v.Chr.                 |
| 9   |         | Kaika          | 157–98 v.Chr.                  |
| 10  |         | Sujin          | 97–30 v.Chr.                   |
| 11  |         | Suinin         | 29 v.Chr.–70 na Chr.           |
| 12  |         | Keiko          | 71–130                         |
| 13  |         | Seimu          | 131–191                        |
| 14  |         | Chuai          | 192–200                        |
| -   |         | Jingu (regent) | 209–269                        |

### Yamatoperiode(250–715)
| Nr. | Monarch | Monarch                    | Regeringsperiode | Opmerking                                |
| --- | ------- | -------------------------- | ---------------- | ---------------------------------------- |
| 15  |         | Ojin                       | 270-310          |                                          |
| 16  |         | Nintoku                    | 313-399          |                                          |
| 17  |         | Richu                      | 400-405          |                                          |
| 18  |         | Hanzei                     | 406-410          |                                          |
| 19  |         | Ingyo                      | 411-453          |                                          |
| 20  |         | Anko                       | 453-456          |                                          |
| 21  |         | Yuryaku                    | 456-479          |                                          |
| 22  |         | Seinei                     | 480-484          |                                          |
| 23  |         | Kenzo                      | 485-487          |                                          |
| 24  |         | Ninken                     | 488-498          |                                          |
| 25  |         | Buretsu                    | 498-506          |                                          |
| 26  |         | Keitai                     | 507-531          |                                          |
| 27  |         | Ankan                      | 531-536          |                                          |
| 28  |         | Senka                      | 536-539          |                                          |
| 29  |         | Kimmei (509–571)           | 539–571          | Vanaf hier zijn de data exact te bepalen |
| 30  |         | Bidatsu (538–585)          | 572–585          |                                          |
| 31  |         | Yomei (?–587)              | 585–587          |                                          |
| 32  |         | Sushun (?–592)             | 587–592          |                                          |
| 33  |         | Suiko (554–628) Keizerin   | 593–628          |                                          |
| 34  |         | Jomei (593–641)            | 629–641          |                                          |
| 35  |         | Kogyoku (594–661) Keizerin | 642–645          |                                          |
| 36  |         | Kotoku (597–654)           | 645–654          |                                          |
| 37  |         | Saimei (594–661) Keizerin  | 655–661          | Zelfde persoon als Kogyoku               |
| 38  |         | Tenji (626–672)            | 661–672          |                                          |
| 39  |         | Kobun (648–672)            | 672              |                                          |
| 40  |         | Temmu (?–686)              | 672–686          |                                          |
| 41  |         | Jito (645–703) Keizerin    | 686–697          |                                          |
| 42  |         | Monmu (683–707)            | 697–707          |                                          |
| 43  |         | Gemmei (661–722) Keizerin  | 707–715          |                                          |

### Naraperiode(715–781)
| Nr. | Monarch | Monarch                    | Regeringsperiode |
| --- | ------- | -------------------------- | ---------------- |
| 44  |         | Gensho (680–748) Keizerin  | 715–724          |
| 45  |         | Shomu (701–756)            | 724–749          |
| 46  |         | Koken (718–770) Keizerin   | 749–758          |
| 47  |         | Junnin (733–765)           | 758–764          |
| 48  |         | Shotoku (718–770) Keizerin | 764–770          |
| 49  |         | Konin (709–782)            | 770–781          |

### Heianperiode(781–1198)
| Nr. | Monarch | Monarch                  | Regeringsperiode | Opmerking              |
| --- | ------- | ------------------------ | ---------------- | ---------------------- |
| 50  |         | Kammu (737–806)          | 781–806          |                        |
| 51  |         | Heizei (774–824)         | 806–809          |                        |
| 52  |         | Saga (786–842)           | 809–823          |                        |
| 53  |         | Junna (786–840)          | 823–833          |                        |
| 54  |         | Nimmyo (810–850)         | 833–850          |                        |
| 55  |         | Montoku (827–858)        | 850–858          |                        |
| 56  |         | Seiwa (850–881)          | 858–876          |                        |
| 57  |         | Yozei (869–949)          | 876–884          |                        |
| 58  |         | Koko (830–887)           | 884–887          |                        |
| 59  |         | Uda (867–931)            | 887–897          |                        |
| 60  |         | Daigo (885–930)          | 897–930          |                        |
| 61  |         | Suzaku (923–952)         | 930–946          |                        |
| 62  |         | Murakami (926–967)       | 946–967          |                        |
| 63  |         | Reizei (950–1011)        | 967–969          |                        |
| 64  |         | En'yu (959–991)          | 969–984          |                        |
| 65  |         | Kazan (968–1008)         | 984–986          |                        |
| 66  |         | Ichijo (980–1011)        | 986–1011         |                        |
| 67  |         | Sanjo (976–1017)         | 1011–1016        |                        |
| 68  |         | Go-Ichijo (1008–1036)    | 1016–1036        |                        |
| 69  |         | Go-Suzaku (1009–1045)    | 1036–1045        |                        |
| 70  |         | Go-Reizei (1025–1068)    | 1045–1068        |                        |
| 71  |         | Go-Sanjo (1034–1073)     | 1068–1073        |                        |
| 72  |         | Shirakawa (1053–1129)    | 1073–1087        | Insei-keizer 1086–1129 |
| 73  |         | Horikawa (1079–1107)     | 1087–1107        |                        |
| 74  |         | Toba (1103–1156)         | 1107–1123        | Insei-keizer 1129–1156 |
| 75  |         | Sutoku (1119–1164)       | 1123–1142        |                        |
| 76  |         | Konoe (1139–1155)        | 1142–1155        |                        |
| 77  |         | Go-Shirakawa (1127–1192) | 1155–1158        | Insei-keizer 1158–1192 |
| 78  |         | Nijo (1143–1165)         | 1158–1165        |                        |
| 79  |         | Rokujo (1164–1176)       | 1165–1168        |                        |
| 80  |         | Takakura (1161–1181)     | 1168–1180        |                        |
| 81  |         | Antoku (1178–1185)       | 1180–1185        |                        |
| 82  |         | Go-Toba (1180–1239)      | 1183–1198        | Insei-keizer 1198–1221 |

### Kamakuraperiode(1198–1339)
| Nr. | Monarch | Monarch                  | Regeringsperiode |
| --- | ------- | ------------------------ | ---------------- |
| 83  |         | Tsuchimikado (1195–1231) | 1198–1210        |
| 84  |         | Juntoku (1197–1242)      | 1210–1221        |
| 85  |         | Chukyo (1218–1234)       | 1221             |
| 86  |         | Go-Horikawa (1212–1234)  | 1221–1232        |
| 87  |         | Shijo (1231–1242)        | 1232–1242        |
| 88  |         | Go-Saga (1220–1272)      | 1242–1246        |
| 89  |         | Go-Fukakusa (1243–1304)  | 1246–1259        |
| 90  |         | Kameyama (1249–1305)     | 1259–1274        |
| 91  |         | Go-Uda (1267–1324)       | 1274–1287        |
| 92  |         | Fushimi (1265–1317)      | 1287–1298        |
| 93  |         | Go-Fushimi (1288–1336)   | 1298–1301        |
| 94  |         | Go-Nijo (1285–1308)      | 1301–1308        |
| 95  |         | Hanazono (1297–1348)     | 1308–1318        |
| 96  |         | Go-Daigo (1288–1339)     | 1318–1339        |

### Muromachiperiode(1339–1392)
| Nr. | Monarch | Monarch                 | Regeringsperiode |
| --- | ------- | ----------------------- | ---------------- |
| 97  |         | Go-Murakami (1328–1368) | 1339–1368        |
| 98  |         | Chokei (1343–1394)      | 1368–1383        |
| 99  |         | Go-Kameyama (?–1424)    | 1383–1392        |

### Noordelijk hof(troonpretendenten) (1331–1586)
| Nr. | Pretendent | Pretendent           | Regeringsperiode |
| --- | ---------- | -------------------- | ---------------- |
| 1   |            | Kogon (1313–1364)    | 1331–1333        |
| 2   |            | Komyo (1322–1380)    | 1336–1348        |
| 3   |            | Suko (1334–1398)     | 1348–1351        |
| 4   |            | Go-Kogon (1338–1374) | 1351–1371        |
| 5   |            | Go-En'yu (1359–1393) | 1371–1382        |
| 6   |            | Go-Komatsu           | 1382–1392        |

### Muromachiperiodevervolg (1392–1573)
| Nr. | Monarch | Monarch                     | Regeringsperiode |
| --- | ------- | --------------------------- | ---------------- |
| 100 |         | Go-Komatsu (1377–1433)      | 1392–1412        |
| 101 |         | Shoko (1401–1428)           | 1412–1428        |
| 102 |         | Go-Hanazono (1419–1471)     | 1428–1464        |
| 103 |         | Go-Tsuchimikado (1442–1500) | 1464–1500        |
| 104 |         | Go-Kashiwabara (1464–1526)  | 1500–1526        |
| 105 |         | Go-Nara (1497–1557)         | 1526–1557        |
| 106 |         | Ogimachi (1517–1593)        | 1557–1586        |

### Edoperiode(1586–1867)
| Nr. | Monarch | Monarch                             | Regeringsperiode |
| --- | ------- | ----------------------------------- | ---------------- |
| 107 |         | Go-Yozei (1572–1617)                | 1586–1611        |
| 108 |         | Go-Mizunoo (1596–1680)              | 1611–1629        |
| 109 |         | Keizerin Meisho (1624–1696)         | 1629–1643        |
| 110 |         | Go-Komyo (1633–1654)                | 1643–1654        |
| 111 |         | Go-Sai (1637–1685)                  | 1655–1663        |
| 112 |         | Reigen (1654–1732)                  | 1663–1687        |
| 113 |         | Higashiyama (1675–1709)             | 1687–1709        |
| 114 |         | Nakamikado (1702–1737)              | 1709–1735        |
| 115 |         | Sakuramachi (1720–1750)             | 1735–1747        |
| 116 |         | Momozono (1741–1762)                | 1747–1762        |
| 117 |         | Keizerin Go-Sakuramachi (1740–1813) | 1762–1771        |
| 118 |         | Go-Momozono (1758–1779)             | 1771–1779        |
| 119 |         | Kokaku (1771–1840)                  | 1780–1817        |
| 120 |         | Ninko (1800–1846)                   | 1817–1846        |
| 121 |         | Komei (1831–1867)                   | 1846–1867        |

### Keizers sinds de Meiji-restauratie(1867–heden)
| Nr. | Monarch | Monarch                        | Regeringsperiode |
| --- | ------- | ------------------------------ | ---------------- |
| 122 |         | Meiji (Mutsuhito) (1852–1912)  | 1867–1912        |
| 123 |         | Taisho (Yoshihito) (1879–1926) | 1912–1926        |
| 124 |         | Showa (Hirohito) (1901–1989)   | 1926–1989        |
| 125 |         | Heisei (Akihito) (1933)        | 1989–2019        |
| 126 |         | Reiwa (Naruhito) (1960)        | 2019–heden       |

## Galerij

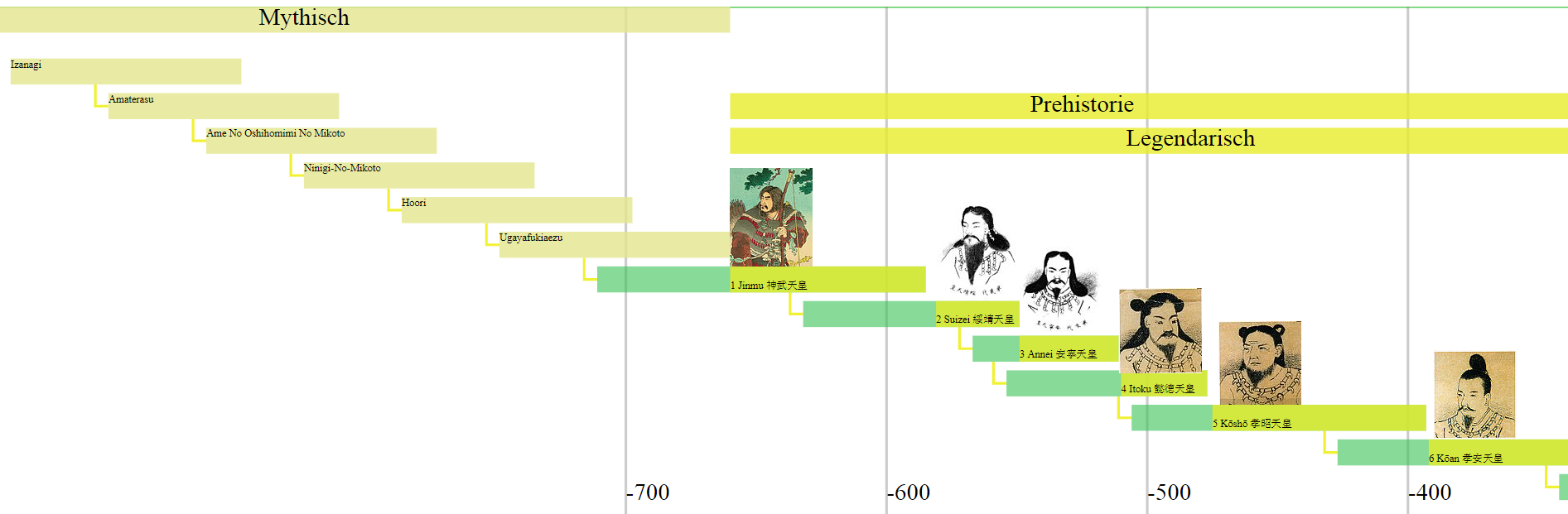
Keizers van Japan mythisch
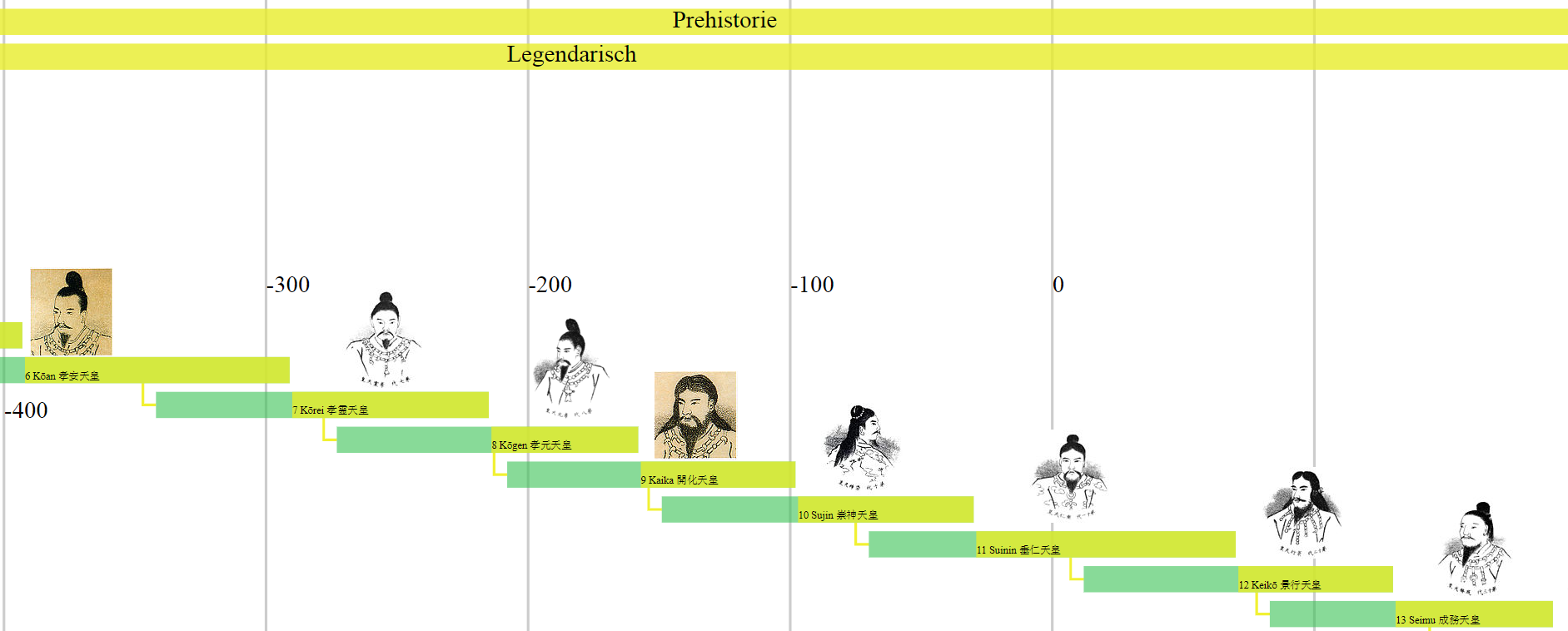
Keizers van Japan legendarisch
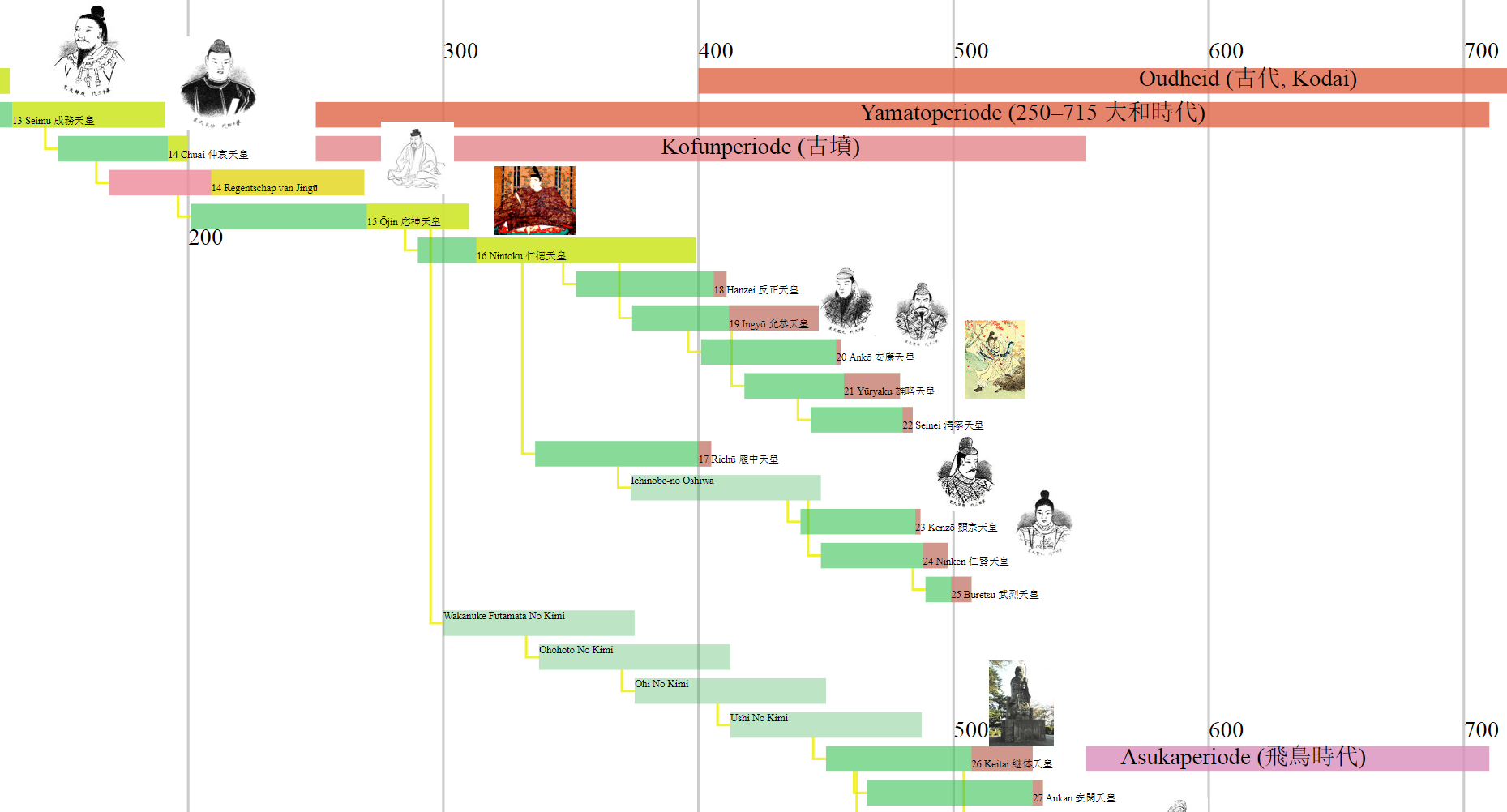
Keizers van Japan 100-500
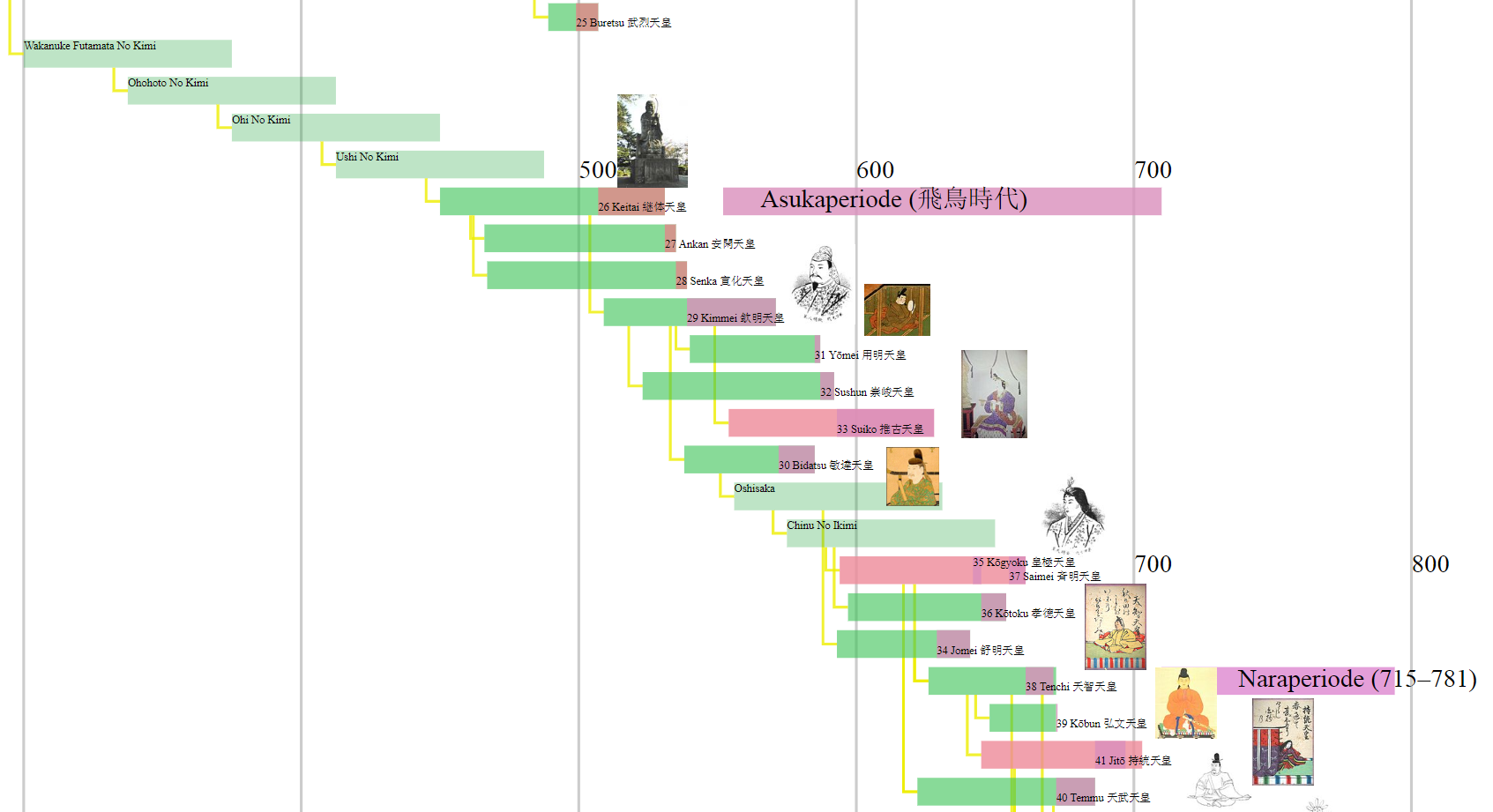
Keizers van Japan 500-700
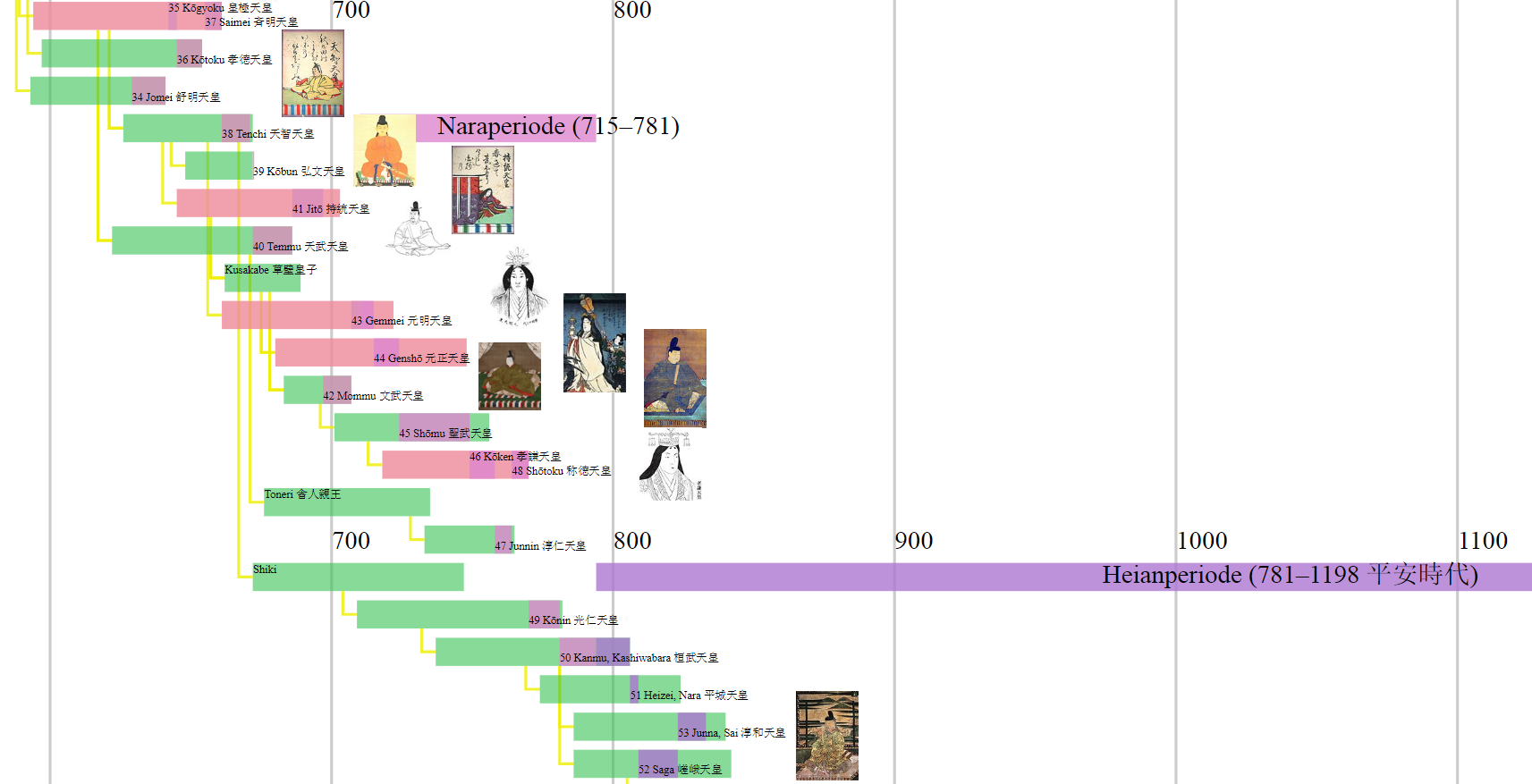
Keizers van Japan 600-850
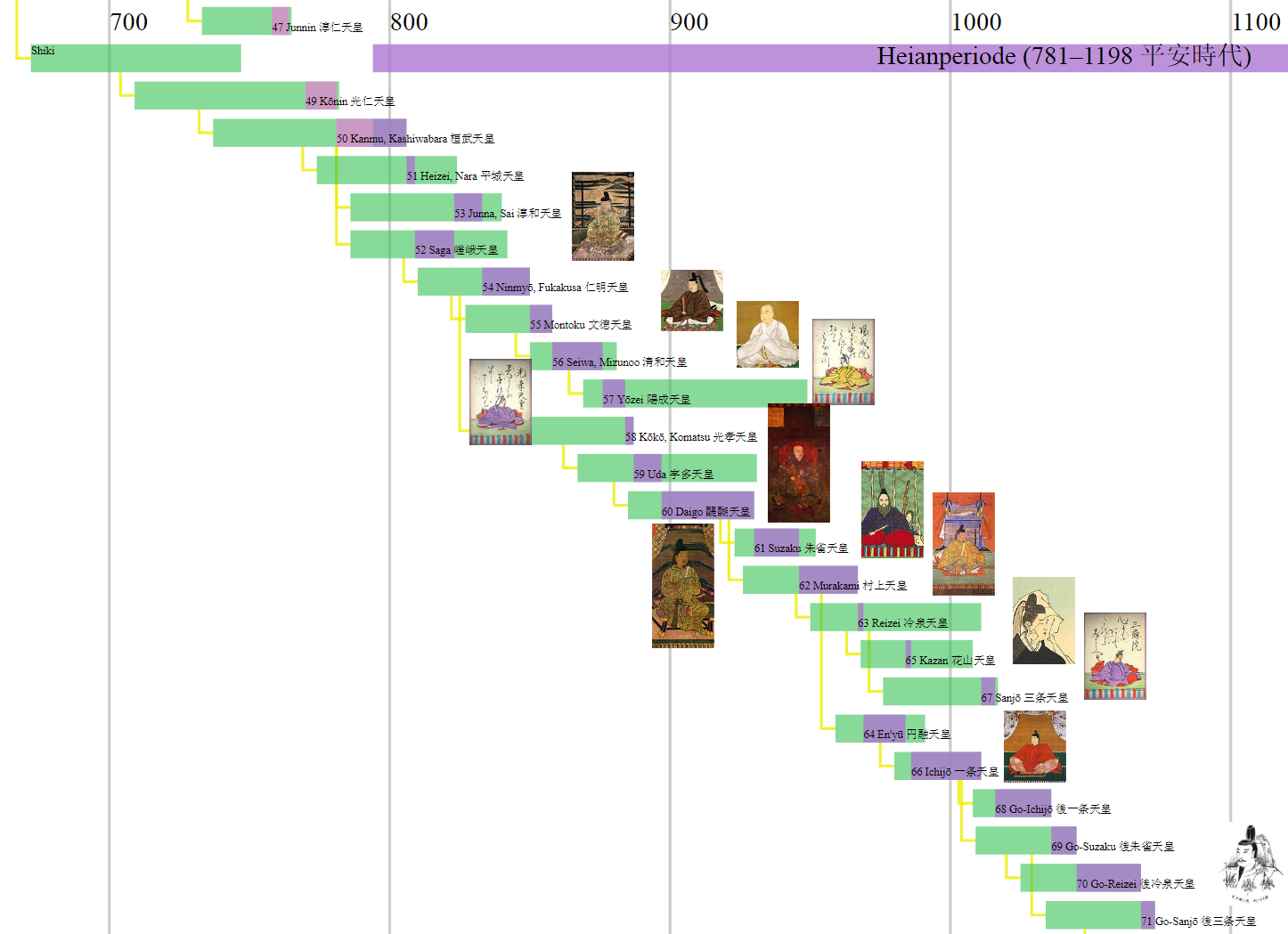
Keizers van Japan 750-1050
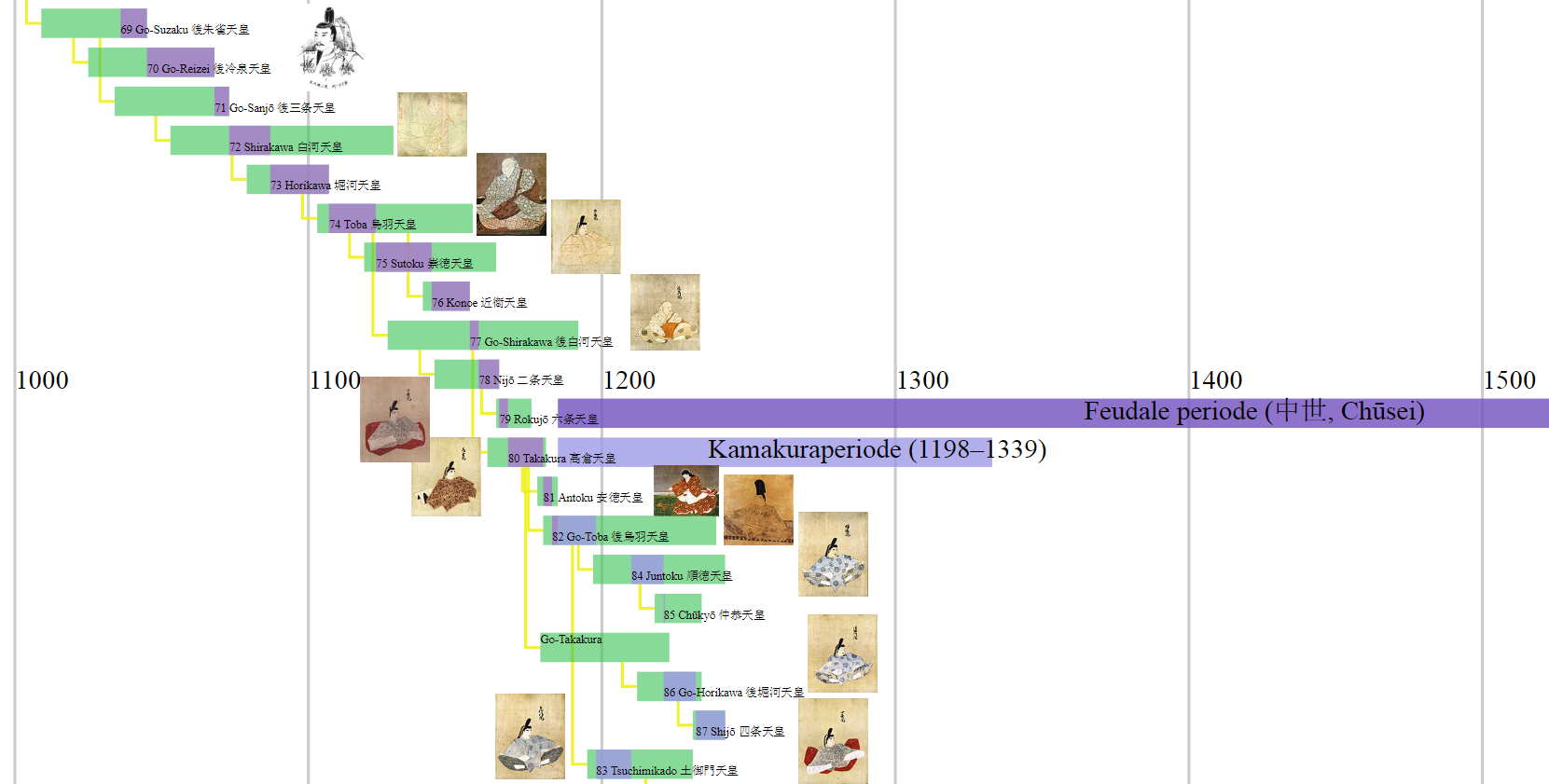
Keizers van Japan 1050-1250
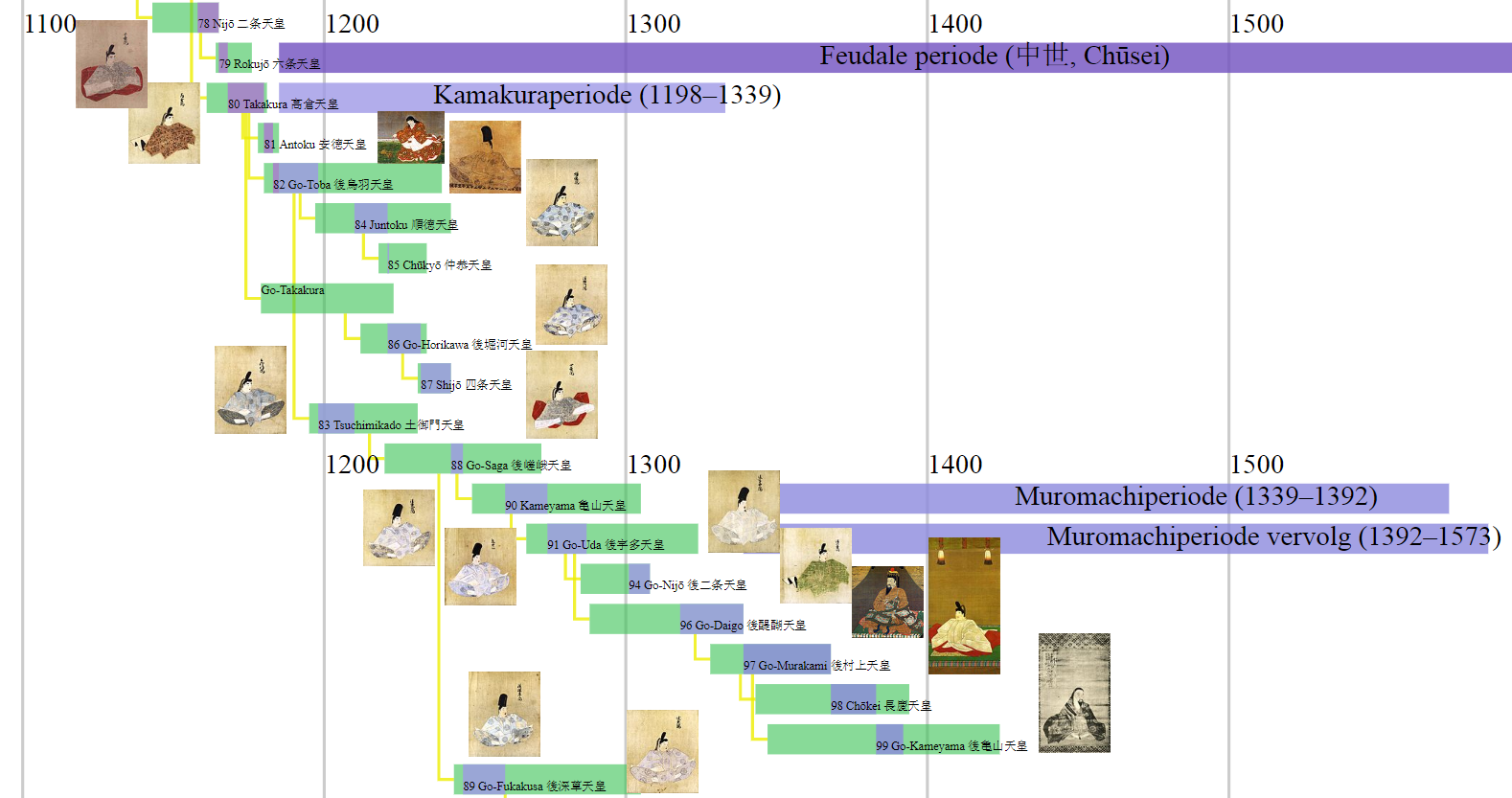
Keizers van Japan 1150-1400
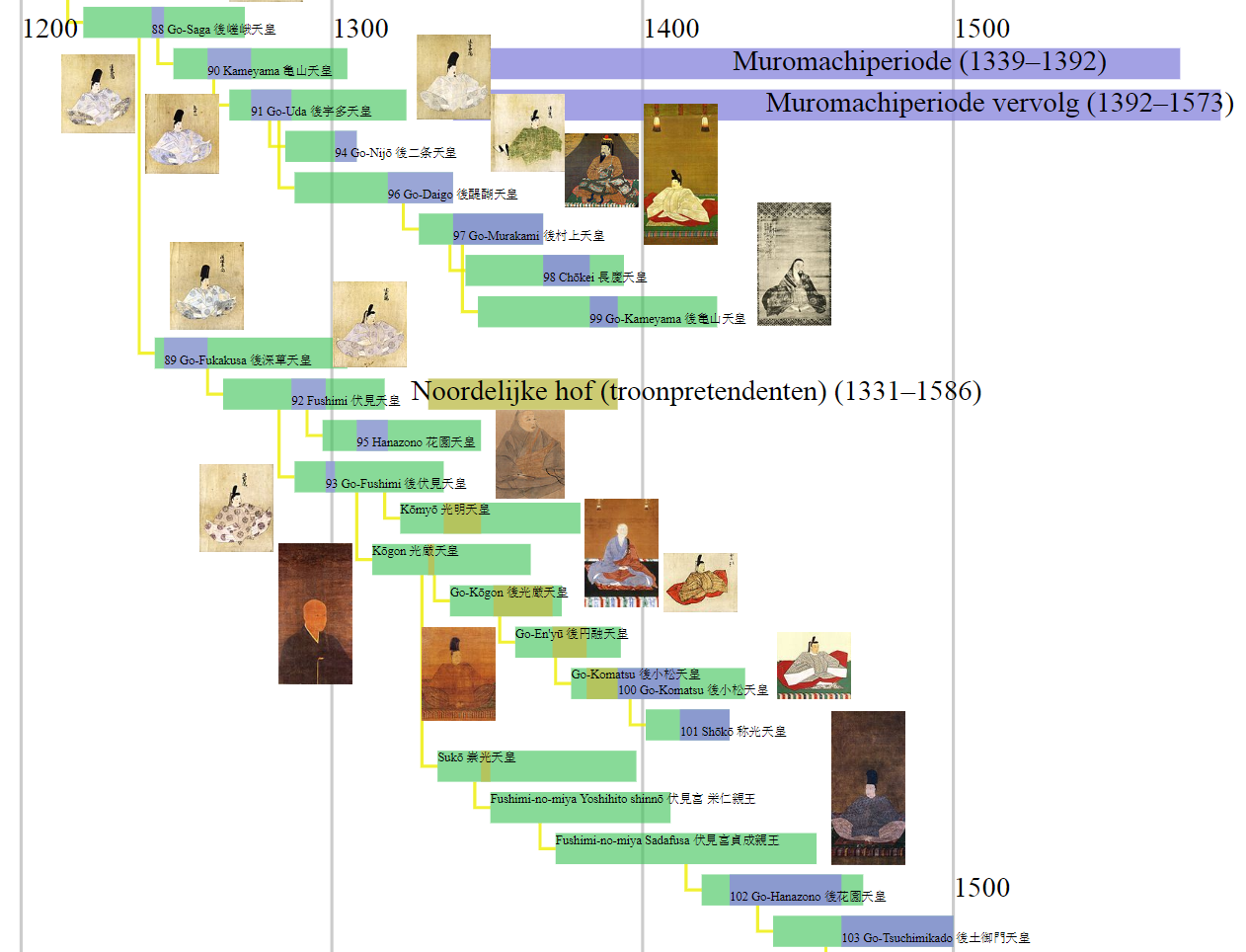
Keizers van Japan 1250-1500
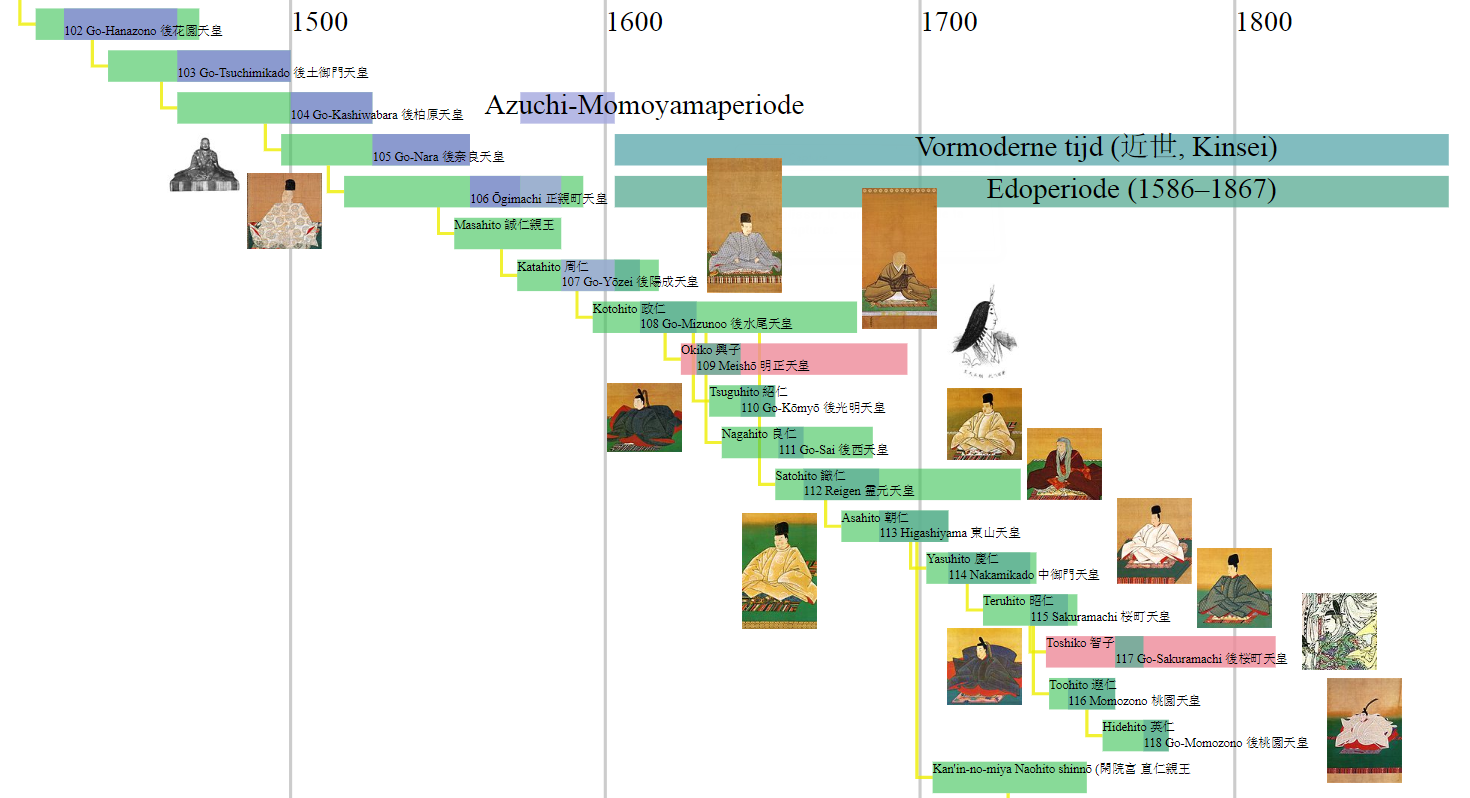
Keizers van Japan 1400-1850
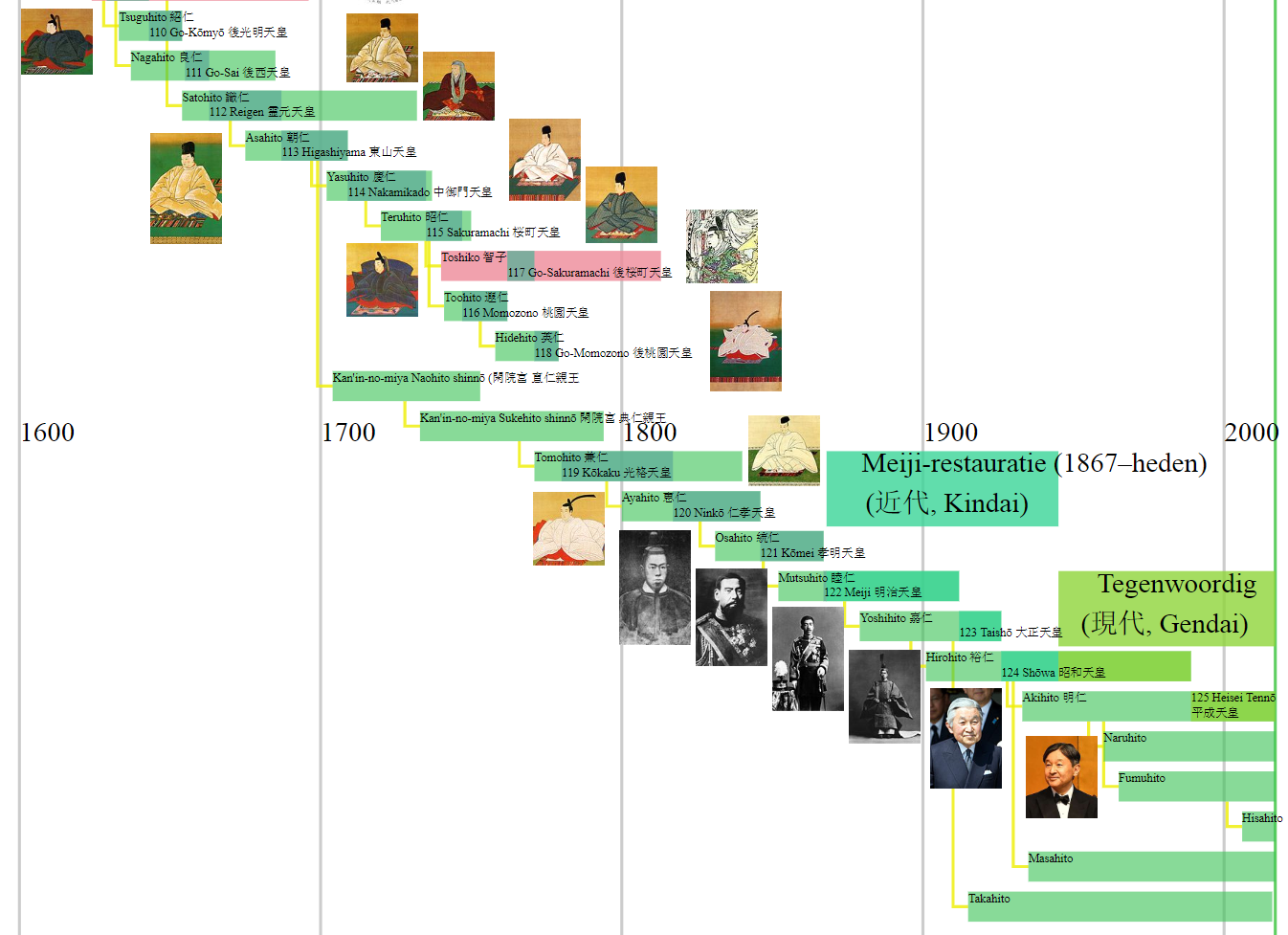
Keizers van Japan 1650-2020
Alle keizers (SVG)